# Морозов Іван Павлович
Іван Павлович Морозов (30 вересня 1924, село Межадор, Сисольський район, Автономна область Комі (Зирян) — 26 квітня 1987, Сиктивкар, Республіка Комі) — радянський діяч, 1-й секретар Комі обласного комітету КПРС. Член Центральної Ревізійної Комісії КПРС у 1966—1971 роках. Кандидат у члени ЦК КПРС у 1971—1976 роках. Член ЦК КПРС у 1976—1987 роках. Депутат Верховної Ради СРСР 7—11-го скликань.

## Життєпис
З 1939 по січень 1942 року навчався в Сиктивкарській фельдшерсько-акушерській школі Комі АРСР.
У січні — жовтні 1942 року — фельдшер на будівництві Північно-Печорської залізниці Комі АРСР.
У жовтні 1942 — червні 1944 року — в Червоній армії, учасник німецько-радянської війни.
Член ВКП(б) з 1943 року.
У червні 1944 — 1945 року — інструктор військового відділу Сисольського районного комітету ВКП(б) Комі АРСР.
У 1945—1946 роках — слухач Комі обласної партійної школи.
У 1946—1953 роках — 1-й секретар Сисольського районного комітету ВЛКСМ Комі АРСР; завідувач військово-фізкультурного відділу Комі обласного комітету ВЛКСМ, інструктор Комі обласного комітету ВКП(б), завідувач відділу Воркутинського міського комітету ВКП(б) Комі АРСР.
У 1953—1955 роках — голова виконавчого комітету Воркутинської міської ради депутатів трудящих Комі АРСР.
У 1955—1957 роках — слухач Комі обласної партійної школи, навчання не закінчив.
У листопаді 1957—1958 роках — голова виконавчого комітету Інтинської міської ради депутатів трудящих Комі АРСР.
У 1958—1963 роках — 1-й секретар Інтинського міського комітету КПРС Комі АРСР.
У 1960 році закінчив заочно Вищу партійну школу при ЦК КПРС.
10 травня 1963 — 29 жовтня 1965 року — 2-й секретар Комі обласного комітету КПРС.
29 жовтня 1965 — 28 березня 1987 року — 1-й секретар Комі обласного комітету КПРС.
З 28 березня 1987 року — персональний пенсіонер союзного значення в місті Сиктивкарі.
Помер 26 квітня 1987 року. Похований на Центральному цвинтарі в Сиктивкарі.

## Нагороди
- три ордени Леніна
- орден Жовтневої Революції
- орден Трудового Червоного Прапора
- орден «Знак Пошани»
- медалі
- Заслужений працівник народного господарства Комі АРСР